# Литвинов (село)
Литвинов (укр. Литвинів) — село в Подгаецкой городской общине Тернопольского района Тернопольской области Украины.
До 2020 года входило в Подгаецкий район.
Население по переписи 2001 года составляло 909 человек. Занимает площадь 21,200 км². Почтовый индекс — 48033. Телефонный код — 3542.